# Вимоги до програмного забезпечення
Вимоги до програмного забезпечення — набір вимог щодо властивостей, якості та функцій програмного забезпечення, що буде розроблено, або знаходиться у розробці. Вимоги визначаються в процесі аналізу вимог та фіксуються в специфікації вимог, діаграмах прецедентів та інших артефактах процесу аналізу та розробки вимог.
Розробка вимог до програмної системи може бути розділена на декілька етапів:
- Знаходження вимог (збір, визначення потреб зацікавлених осіб та систем).
- Аналіз вимог (перевірка цілісності та закінченості).
- Специфікація (документування вимог).
- Тестування вимог.

## Види вимог за рівнями
Карл Вігерс визначає три рівні вимог до програмного забезпечення 
- Бізнес-вимоги — визначають призначення ПЗ, можуть описуватися в документі про бачення (англ. vision) та документі про межі проекту (англ. scope).

- Вимоги користувача — визначають набір завдань користувача, які повинна вирішувати програма, а також сценарії їхнього вирішення в системі. Ці вимоги можуть мати вигляд тверджень, варіантів використання, історій користувача, сценаріїв взаємодії.
- Функціональні вимоги — визначають «що» повинен робити програмний продукт. Ці вимоги описуються в документі Специфікація вимог до програмного забезпечення (англ. SRS).

## Види вимог за характером
- Функціональний характер — вимоги до поведінки системи
  - Бізнес-вимоги
  - Вимоги користувача
  - Функціональні вимоги
- Нефункціональний характер — вимоги до характеру поведінки системи
  - Бізнес-правила — визначають обмеження, що витікають з предметної області.
  - Системні вимоги — вимоги до програмних інтерфейсів, надійності, обладнанню.
  - Атрибути якості
  - Зовнішні системи та інтерфейси
  - Обмеження